# Kino du ký
Kino no Tabi -the Beautiful World- (キノの旅  —the Beautiful World— Kino no Tabi -za Byūtifuru Wārudo-) là một bộ light novel Nhật Bản của tác giả Sigusawa Keiichi (時雨沢 恵一) và minh họa của Kuroboshi Kōhaku (黒星 紅白). Series lúc đầu được xuất bản vào 17 tháng 3 năm 2000 trong tập 5 của tạp chí chuyên về light novel mang tên Dengeki hp (hiện đã ngừng hoạt động), tạp chí trực thuộc nhà xuất bản MediaWorks. Takoubon đầu tiên của series đã được xuất bản vào ngày 10 tháng 7 năm 2000 bởi ASCII Media Works dưới tên nhà xuất bản Dengeki Bunko. Kể từ ngày 10 tháng 10 năm 2008, 12 tập đã được xuất bản, và hơn 5.6 triệu bộ tiểu thuyết đã được bán ở Nhật. Nhà xuất bản Trẻ phát hành light novel tại Việt Nam dưới tên Kino du ký.
Trong Kino du ký, nhân vật chính là Kino được hộ tống bởi một chiếc mô tô biết nói hiệu Brough Superior mang tên là Hermes, du lịch qua một thế giới huyền bí của nhiều đất nước và rừng rậm khác nhau, mỗi nơi đều có phong tục và con người riêng. Một bộ light novel trong loạt spin-off tựa Gakuen Kino bắt đầu với tập đầu phát hành ngày 10 tháng 7 năm 2006 bởi ASCII Media Works; 4 tập đã được phát hành tính đến tháng 7 năm 2010.
Một bộ anime chuyển thể gồm có 13 tập được sản xuất bởi A.C.G.T và Genco, phát sóng từ 8 tháng 4 năm 2003 đến 8 tháng 7 năm 2003 trên kênh WOWOW tại Nhật. Hai visual novel cho hệ máy PlayStation 2 (PS2) đã được ASCII Media Works phát hành, đầu tiên vào Tháng 7 năm 2003, và sau đó vào Tháng 12 năm 2005. Ngoài ra cũng có hai phim anime dài 30 phút đã được sản xuất, movie đầu tiên vào Tháng 2 năm 2005 và movie thứ hai vào Tháng 4 năm 2007. Light novel Kino du ký chỉ được phát hành như là một món quà kèm với phim anime chuyển thể thứ 2. Các sản phẩm khác liên quan đến bộ tiểu thuyết này bao gồm art book, 3 tập picture book, và drama CD.

## Cốt truyện
Trong Kino du ký, nhân vật chính là Kino được hộ tống bởi một chiếc mô tô biết nói hiệu Brough Superior mang tên là Hermes, du lịch qua một thế giới huyền bí của nhiều đất nước và rừng rậm khác nhau, mỗi nơi đều có phong tục và con người riêng. Kino chỉ ở lại một quốc gia đúng 3 ngày và 2 đêm, không có ngoại lệ, trên nguyên tắc: 3 ngày là đủ để hiểu gần như mọi thứ quan trọng về một nơi, và dành thời gian để khám phá những vùng đất mới. Kino nói trong tập 1 (The Land of Visible Pain) rằng nguyên tắc này dĩ nhiên là một lời nói dối, vì sự thực là "nếu tôi ở lại lâu hơn, tôi e là tôi sẽ định cư luôn mất". Một câu nói được lặp lại trong anime và tiểu thuyết "Thế giới nó không đẹp. Vì vậy mà nó đẹp" (世界は美しくなんかない。そしてそれ故に美しい。 Sekai wa utsukushiku nanka nai. Soshite sore yueni utsukushii.). Kino du ký khám phá những gì mà đạo diễn của anime Nakamura Ryutaro đã mô tả là "một ý nghĩa cơ bản của cái đẹp" , và sự hung ác, cô độc, lời nói vô nghĩa, áp bức và bi kịch thường được đặt cạnh nhau, đi ngược lại với hình tượng nhân vật giàu lòng trắc ẩn và không khí mang hơi hướng cổ tích trong anime thông thường.
Để tự vệ và đi săn, Kino mang theo một khẩu súng lục nòng xoay cỡ 44 (được mệnh danh là "the Cannon", dựa trên một khẩu Colt M1851) sử dụng chất nổ lỏng thay vì thuốc súng và một khẩu súng lục tự động cỡ nòng 22 (tên là "the Woodsman", dựa trên một khẩu Colt Woodsman). Sau đó, trong những chuyến phiêu lưu của Kino trong novel, Kino dùng một khẩu súng trường bắn tỉa bán tự động (được gọi là "the Flute") cùng với nhiều loại công cụ khác nhau, bao gồm cả dao. Trong anime, Kino luôn đem theo không ít hơn năm con dao bên mình, trong đó có một con dao có thể bắn đạn từ cán. Kino có thể rút súng cực kỳ nhanh và luyện tập nó hàng ngày trước bình minh.
Công nghệ cũng xuất hiện trong thế giới này, đôi khi hiện đại ngang với cả trong những science fiction (Khoa học viễn tưởng), mặc dù thường hay có những vật bị lệch pha về niên đại (ví dụ, trong cùng một nước có robot biết nói nhưng lại có cả máy quay đĩa, trong khi đó con người vẫn chưa phát triển được máy bay). Mức độ kỹ thuật công nghệ ở mỗi nước cũng khác nhau. Thế giới này không hẳn chỉ hoàn toàn là ma thuật (yếu tố "ma thuật" duy nhất ở đây là đất đai di chuyển được, một chiếc xe máy và một con chó biết nói), dù nó mang trong mình chút yếu tố thần tiên nào đó.

## Ảnh hưởng
"Thế giới tươi đẹp" mà Kino du lịch qua gần như luôn có mặt tối của nó. Những quốc gia mà Kino ghé qua thường là những chốn mà công chúng bị đàn áp, nơi một bi kịch đã xảy ra, hoặc là nơi nền văn hóa trở nên cực kì khác lạ vì những người thống trị hoặc con người ta cố làm cho được những gì họ cho là đúng. Câu nói "Thế giới nó không đẹp. Vì vậy mà nó đẹp" (世界は美しくなんかない。そしてそれ故に美しい。 Sekai wa utsukushiku nanka nai. Soshite sore yueni utsukushii.) thể hiện những mặt tối của cuộc sống, chẳng hạn như đàn áp và bạo ngược, khiến cho cái tốt và hạnh phúc trở nên quý giá và tuyệt diệu hơn nhiều lần. Mặc dù Kino có thể đối mặt với người tồi tệ như vị vua trong "Coliseum", cô cũng gặp những người khiến cho "thế giới tươi đẹp" trở nên tươi đẹp, như quân phiến loạn trong "the Land of Books", cô gái Nimya trong "the Land of Wizards", hoặc sự hy sinh bản thân mình của những người trong "A Kind Land -Tomorrow never comes-".
Trong Kino du ký có sử dụng yếu tố bạo lực, và nó là một đề tài khá định kì trong tác phẩm, từ loài vật này nên bị giết để duy trì sinh mạng của loài khác đến một cộng đồng này nên bị hủy diệt để cứu hai dân tộc khác. Mâu thuẫn vốn có trong giao tiếp cũng là một chủ đề thông dụng. Trong một cuộc phỏng vấn với Sigusawa Keiichi do Anime News Network thực hiện, ông phát biểu rằng dù những điểm tương đồng đã được liệt kê ra giữa Hoàng tử bé và Kino du ký, đó không phải là một trong những thứ chính thức ảnh hưởng đến ông. Thực tế là ông thậm chí còn chưa từng đọc qua Hoàng tử bé cho đến khi ông viết xong Kino du ký, nhưng ông cảm thấy rất thích thú và hân hạnh khi sách của ông được so sánh với The Little Prince. Nhân tố chính chi phối đến quá trình sáng tác của ông là một manga mang tên Galaxy Express 999. Galaxy Express 999 kể về chuyến du hành của Hoshino Tetsuro và con tàu không gian Galaxy Express 999 khi nó dừng lại tại nhiều hành tinh khác nhau, mỗi nơi lại có những hoàn cảnh rất khác nhau. Câu chuyện được xây dựng trong một tương lai xa, khi con người có thể mua những cơ thể bằng máy và không thể phá hủy được để khiến họ trở thành bất tử. Tuy nhiên, sự bất tử cũng khiến con người ta đánh mất nhân tính. Điều này cũng tương tự trong Kino du ký với thực tế là tất cả các vùng đất mà Kino đi qua đều cực kì khác nhau, điều này phân câu chuyện ra thành từng hồi. Tác phẩm còn rất nổi tiếng vì những triết lý sống mà nó đem lại cho người xem.

## Nhân vật

Kino ngồi bên cạnh Hermes, chiếc mô tô biết nói của cô.

### Các nhân vật chính
Kino (キノ)
Lồng tiếng bởi: Maeda Ai (anime, video game), Hisakawa Aya (drama CD)
Là nhân vật chính trong bộ phim, 1 traveler (lữ khách) đi phiêu lưu đó đây khám phá thế giới,con người và phong tục tập quán của họ, cùng với 1 chiếc xe biết nói. Trong phim, giới tính của Kino không được rõ ràng cho tới tập 4 (Vùng đất của những người lớn), khi đó khán giả mới biết Kino là 1 cô bé. Tên thật của cô có nghĩa là bông hoa ở nơi cô ở. Tên Kino là do chiếc xe của cô gọi cô sau này.
Hermes (エルメス Erumesu)
Lồng tiếng bởi: Aigase Ryuji (anime, video game), Noda Junko (drama CD)
Là chiếc mô tô biết nói (người bạn trung thành) của Kino; mặc dù đôi lúc Hermes hơi khó bảo nhưng nó đã cùng Kino đi phiêu lưu khắp nơi. Mỗi quan hệ giữa Kino và Hermes được giới thiệu là một sự cộng sinh - như lúc ở Land of Adults, Hermes cung cấp tốc độ, Kino cho nó sự thăng bằng. Trong hai tập đầu của anime và hầu hết bộ tiểu thuyết, chiếc xe có khuynh hướng phát âm sai nhiều từ và cụm từ. Tên của chiếc xe bát nguồn từ vị thánh Hermes của Hy Lạp. Mặc dù tên của nó được phát âm là "Hermes", nhưng cuốn sách thứ ba của tiểu thuyết lại nhấn mạnh chữ "H" trong tên đó là âm câm.

### Các nhân vật khác
Kino (original)
Lồng tiếng bởi: Inoue Kazuhiko
Bộ phim không đề cập nhiều về nhân vật này, chỉ biết rằng ông cũng là một traveler với "luật 3 ngày" giống như Kino. Ông là 1 người điềm đạm còn khá trẻ, mang kiếng và đó có thể là lý do khiến Kino bắt đầu chuyến phiêu lưu cũng như tại sao các phát biểu của Kino lại giống với của original Kino. Trong tiểu thuyết, ông giải thích rằng ông kiếm sống bằng cách bán dược lệu hoặc các vật dụng ông tìm được trên đường đi.
Shizu (シズ)
Lồng tiếng bởi: Irie Takashi
Là một chàng trai trẻ với tài năng kiếm thuật tuyệt vời. Anh đi du lịch trên một chiếc Dune buggy với Riku, chú chó trung thành biết nói của cậu. Trong anime, anh chỉ xuất hiện trong một tập, nhưng lại xuất hiện nhiều lần với các câu chuyện khác nhau chỉ nói về anh và Riku trong tiểu thuyết. Riku là người kể chuyện trong tất cả trừ một tập trong các truyện đó. Về sau trong tiểu thuyết, Kino và Hermes gặp lại anh nhưng hình như Kino chỉ nhớ mỗi tên của Riku.
Riku (陸)
Lồng tiếng bởi: Ōtsuka Hōchū
Là con chó biết nói đi cùng Shizu. Nó khá lớn, màu trắng và luôn mỉm cười.Rõ ràng trong anime, Riku chỉ nói chuyện với Hermes, nhưng khi được kể về cuộc nói chuyện giữa Hermes với Riku thì cô lại không tin. Trong bản anime gốc, Riku còn nói chuyện với Shizu, nhưng trong bản tiếng Anh thì thay vào những đoạn đó chỉ là tiếng sủa hoặc tiếng rên. Trong tiểu thuyết, Riku nói chuyện với cả Kino và Hermes.
Sakura (桜)
Lồng tiếng bởi: Yabusaki Aoi (anime), Satō Akemi (drama CD)
Là cô bé ở đất nước mà Kino gặp trong tập cuối cùng của anime. Cô bé có rất nhiều điểm tương đồng với Kino, chẳng hạn như bố mẹ của cô cũng quản lý một quán trọ. Trong phiên bản tiếng Anh của bộ anime, tên của cô bé được chuyển thành Lily để tránh phần giải thích ý nghĩa của tên cô bé; phát âm hơi khác, trở thành xúc phạm. Những đữa trẻ khác gọi cô bé là "Silly Willy" thay vì "nekura" (根暗?, nghĩa là "ảm đạm") và "okura" (遅ら?, nghĩa là "chậm chạp") trong bản này.
Shishou (師匠 Shishō)
Lồng tiếng bởi: Midori Junko (anime), Watanabe Akeno (video game thứ 2)
Là thầy dạy Kino sử dụng súng. Bà là một phụ nữ trung niên, sống một mình trong rừng và không đi phiêu lưu như Kino. Tên thật của bà không được hé lộ, "Shishou" là tên gọi có nghĩa là "người hướng dẫn" hay "người thầy" (mặc dù lúc đầu Kino không nhận ra điều này). Trong tập cuối của bộ anime, tập mà theo thứ tự thời gian đứng trước các tập còn lại, Một thợ làm súng người đã làm khẩu Canon nói rằng đã từng tặng khẩu súng đó cho một phụ nữ tự nhận tên mình là Shishou. Bà chu du khắp nơi và khuấy động rác rối ở những nơi bà đến, điều này chứng tỏ bà cũng đã từng là traveler. Trong tiểu thuyết, nhiều tập truyện cho thấy rằng bà đi cùng một người đàn ông khác được đề cập đến như là "học trò", khi bà gần 40. Bà và học trò của bà được đề cập đến như là vô cùng tham lam, thậm chí bạo lực. Họ đi trên một chiếc xe màu vàng bị đập móp.

## Truyền thông

Bản phát hành tiếng Anh của Tokyopop của tập light novel đầu tiên có phần bìa được thiết kế lại hoàn toàn.

### Light novel
Bộ light novel Kino du ký được viết bởi Sigusawa Keiichi và minh họa bởi Kuroboshi Kōhaku. Series lúc đầu được xuất bản ngày 17 tháng 3 năm 2000 trong vol.5 của tạp chí chuyên về light novel khác mang tên Dengeki hp (hiện đã ngừng hoạt động), tạp chí trực thuộc nhà xuất bản MediaWorks. Takoubon đầu tiên của series đã được xuất bản vào ngày 10 tháng 7 năm 2000 bởi ASCII Media Works dưới tên nhà xuất bản Dengeki Bunko. Kể từ ngày 10 tháng 10 năm 2008, 12 vol. đã được xuất bản. Vol.8 của Kino du ký, được xuất bản lần đầu vào Tháng 10 năm 2004, là novel thứ 1000 được xuất bản của Dengeki Bunko. Một vol được thêm vào mang tên Kino no Tabi -the Beautiful World- Gekijō no Kuni -KINO- (キノの旅 -the Beautiful World- 劇場の国 -KINO-) đã được phát hành chỉ để làm quà khuyến mãi cho movie thứ hai. Một bộ sưu tập của các chương đặc biệt mang tên Kino no Tabi: the Sigsawa's World ra đời cùng với số đầu tiên của tạp chí chuyên về light novel Dengeki Bunko Magazine của ASCII Media Works vào ngày 10 tháng 4 năm 2008.
Series light novel đã được dịch sang tiếng Trung và Hàn, và đang trong quá trình dịch sang tiếng Đức. Tokyopop đã mua bản quyền của novel dưới tên gốc Kino no Tabi để phát hành ở khu vực Bắc Mỹ, và vol.1 đã được xuất bản vào ngày 3 tháng 10 năm 2006. Thứ tự chapter trong vol.1 bản tiếng Anh do Tokyopop phát hành có khác biệt so với bản gốc tiếng Nhật. Theo đại diện của Tokyopop, có vài vấn đề với nhà cấp phép nên đã dẫn đến tình trạng họ không thể phát hành thêm những volume khác của series. Tokyopop dùng một hình ảnh từ trang bìa của chapter 6 trong bản novel gốc để làm bìa cho bản tiếng Anh.
Một series phụ (spin-off series) của series chính thức với tên Gakuen Kino cũng đã được phát hành. Vol.1 của series này phát hành vào ngày 10 tháng 7 năm 2006 bởi Dengeki Bunko, và vol.2 vào ngày 10 tháng 7 năm 2007. Series này là tập hợp các parody đã được xuất bản lần đầu trên 3 tạp chí spin-off của Dengeki hp là Dengeki p, Dengeki h, và Dengeki hpa. Series này miêu tả Kino như là một cô gái có phép thuật trong môi trường học đường. Gakuen Kino đã được dịch sang tiếng Trung Quốc vào Tháng 1 năm 2007 và tiếng Hàn Quốc vào Tháng 5 năm 2007.

### Anime
Phần anime được sản xuất bởi ACGT và Genco, và đạo diễn Nakamura Ryūtarō, phát sóng trên mạng WOWOW truyền hình vệ tinh từ ngày 08 tháng tư 2003 và 8 tháng 7 năm 2003, bao gồm tập 13. Bộ phim cũng được phát sóng trên toàn Nhật Bản do mạng truyền hình anime vệ tinh Animax, phát sóng trên toàn mạng lưới trên toàn thế giới của mình tại khu vực Đông Nam Á, Đông Á, Nam Á. Các tập phim đã được phát hành trong sáu DVD từ ngày 18 tháng 6 năm 2003 đến ngày 19 tháng 1 năm 2003; đĩa đầu tiên chứa ba tập phim, trong khi mỗi đĩa tiếp theo có hai tập phim. Loạt Anime series được tái phát hành lại trong sáu tập, với ba tập đầu tiên được bán kèm với nhau vào ngày 19 tháng 1 năm 2005, và ba tập cuối cùng đóng gói và bán ngày 16 tháng 2 năm 2005. Ngoài các tập chính thức ra, còn có thêm một tập đặc biệt dài 12 phút mang tên "Episode 0: The Tower Country-Freelance-" được phát hành như là một hoạt hình video gốc với bản phát hành đĩa DVD phim hoạt hình đầu tiên của ngày 19 tháng 10 năm 2005.
Cả 13 tập anime series đã được cấp phép để phân phối ở Bắc Mỹ bởi ADV Films. Các tập đã phát hành trong bốn DVD phát hành giữa ngày 24 tháng 2 năm 2004 và ngày 29 tháng 6 năm 2004; đĩa đầu tiên chứa bốn tập phim, trong khi mỗi đĩa tiếp theo chứa ba tập phim. Đĩa DVD đầu tiên đã được bán ra trong hai phiên bản, với sự khác biệt giữa hai phiên bản là một hộp loạt tất cả bốn DVD ở bên trong. Một hộp DVD chứa toàn bộ Kino's Journey: The Complete và đã được phát hành vào ngày 25 tháng 10 năm 2005 có chứa ba đĩa. Năm 2009, bộ truyện được tái phát hành trong ba DVD trong một hộp duy nhất.

### Art books
Một art-book 96 trang gồm những hình minh họa của Kuroboshi Kōhaku đã được phát hành bởi ASCII Media Works vào Tháng 3 năm 2003. Cuốn sách chứa các hình minh họa từ Kino du ký và series light novel Allison của đồng tác giả. Trong art-book này còn có những minh họa gốc chưa bao giờ được phát hành trong các vol của tiểu thuyết, và một truyện ngắn về Kino du ký viết bởi Sigusawa Keiichi.
Ba bộ hình ảnh cũng đã được ASCII Media Works phát hành dưới tên nhà xuất bản Dengeki Bunko Visual Novel.
Cuốn đầu tiên, phát hành ngày 3 tháng 12 năm 2003, gồm 48 trang và có tên là Kioku no Kuni -Their Memories- (記憶の国 -Their Memories-). Cuốn này bán kèm theo một audio CD chứa các image song (một trong những bài này là dựa trên giai điệu của Pachelbel's Canon).
 Cuốn thứ hai, phát hành ngày 30 tháng 3 năm 2005, gồm 80 trang và có tên là Tabibito no Hanashi -You- (旅人の話 -You-), được phát hành thành hai bản, sự khác biệt giữa hai bản là DVD của movie đầu tiên Kino no Tabi: nanika o suru tame ni –Life Goes On–.
 Cuốn thứ 3, phát hành ngày 25 tháng 12 năm 2007, gồm 40 trang và có tên là Watashi no Kuni -Own Will- (わたしの国 -Own Will-), bán kèm theo một DVD của movie thứ hai Kino no Tabi: Byōki no kuni -For You-.

### Visual novel
Kino du ký đã được phỏng theo thành 2 game adventure dạng visual novel cho hệ máy PS2 bởi Tycoon và ASCII Media Works. Game đầu tiên mang tên Kino no Tabi -the Beautiful World-, được phát hành ngày 17 tháng 7 năm 2003, và một phiên bản "tốt nhất" sau đó được phát hành ngày 25 tháng 11 năm 2004. Hầu hết câu chuyện trong game đầu tiên là lấy từ vol 1, 2, 3, 4, 5 và 6 của bản light novel, nhưng có một kịch bản được viết đặc biệt dành cho game bởi Sigusawa Keiichi.
Game thứ 2 mang tên Kino no Tabi II -the Beautiful World-, được phát hành ngày 1 tháng 12 năm 2005, và một phiên bản "tốt nhất" sau đó được phát hành ngày 8 tháng 3 năm 2007. Giống như game đầu, hầu hết câu chuyện được lấy từ light novel, nhưng có một kịch bản khác được viết bởi Sigsawa. Thêm vào đó, game thứ hai được bán chung với một quyển sách gồm 36 trang mang tên Iroirona Hanashi -a Beautiful Dreamer- (いろいろな話 -a Beautiful Dreamer-) với nội dung là câu chuyện của kịch bản gốc được viết cho game. Cả hai visual novel đều được lồng tiếng, chủ yếu dùng những người đã lồng tiếng cho series. ASCII Media Works cũng có kế hoạch phát hành một phiên bản dành cho PlayStation Portable (PSP).

### Movies
Hai movies đã được thực hiện như là một phần của series Kino du ký. Movie đầu tiên, Kino no Tabi: nanika o suru tame ni –Life Goes On– (キノの旅 何かをするために―life goes on.―) đã được sản xuất bởi A.C.G.T và đạo diễn bởi Watanabe Takashi. Nó được chiếu lần đầu trong rạp tại Nhật vào 19 tháng 2 năm 2005. Với độ dài 30 phút, movie là phần miêu tả những sự kiện xảy ra trước series, cho thấy Kino được huấn luyện bởi sư phụ, học cách lái Hermes như thế nào, và khám phá ra tài thiện xạ bẩm sinh xuất sắc của cô trước khi rốt cuộc cô quyết định đi tìm và hoàn trả lại cái áo khoác của Kino cho mẹ anh.
Movie thứ hai, Kino no Tabi: Byōki no Kuni -For You- (キノの旅：病気の国 -For You-), lần đầu chiếu vào 21 tháng 4 năm 2007, là một trong 3 movie được phát hành vào Movie Festival của Dengeki Bunko. Được sản xuất bởi Shaft và đạo diễn bởi Nakamura Ryūtarō, nó tiếp theo cuộc hành trình của Kino và Hermes đến một đất nước phát triển cao nơi con người sống giới hạn trong một môi trường bị bít kín mít. Thể theo yêu cầu của cha, Kino kể về chuyến du hành của mình cho một cô bé bị ốm phải nhập viện.

### Music và audio CDs
Một CD drama của Kino du ký có thể được mua thông qua đơn đặt hàng bằng bưu điện trong vol 15 do tạp chí về light novel Dengeki hp phát hành vào ngày 18 tháng 12 năm 2001. Những track trên CD đã được phát sóng lần đầu trên chương trình radio mang tên Dengeki Taishō của ASCII Media Works vào năm 2001. Hai bài trong số nhạc nền đã được dùng làm OP (opening theme) và ED (ending theme) trong anime. Opening là bài "All the way" do Shimokawa Mikuni thể hiện và ending là "the Beautiful World" do Ai Maeda thể hiện, cả hai single đều được phát hành vào ngày 18 tháng 6 năm 2003. OST của visual novel đầu tiên được tung ra vào ngày 24 tháng 7 năm 2003. Ending cho movie đầu tiên là "Hajimari no Nichi" (始まりの日) do Ai Maeda hát, và được phát hành trong album Night Fly của Maeda vào ngày 16/3/2005. ED của movie thứ hai là "Bird" do Shimokawa Mikuni thể hiện, và single đã được phát hành vào ngày 14 tháng 3 năm 2007.

### Manga
Một manga chuyển thể nằm trong bộ spin-off Gakuen Kino minh họa bởi dōjinshi phối hợp cùng Ōwadan Dennō. Truyện bắt đầu được xuất bản trong tập 10 của Dengeki G's Festival! Comic thuộc ASCII Media Works phát hành ngày 23 tháng 2 năm 2010. Manga tiếp tục được xuất bản đến tập 14 của Dengeki G's Festival! Comic phát hành ngày 26 tháng 10 năm 2010. Truyện được chuyển sang xuất bản trong Dengeki G's Magazine của ASCII Media Works bắt đầu từ số tháng 12 năm 2010.

## Đón nhận
Kể từ khi light novel thứ 11 được phát hành vào ngày 10 tháng 10 năm 2007 đã có hơn 5,6 triệu bản đã được bán ở Nhật. Novel đầu tiên được xuất bản ở Mỹ đã nhận được nhiều phản hồi tích cực. Newtype USA đã gọi nó là "Cuốn sách của Tháng" trong tháng 11 năm 2006 và nhận xét rằng tác phẩm này "hấp dẫn và say mê", trong khi AnimeOnDVD thì cho rằng nó "lôi cuốn" và "cho phép bạn trải nghiệm cuộc hành trình" với nhân vật chính. Series đã 3 lần được xếp hạng trong sách hướng dẫn về light novel của Takarajimasha Kono Light Novel ga Sugoi! bao gồm: hạng 2 (2006), hạng 5 (2007) và hạng 6 (2008).